# Fahmi Ilyas
Fahmi Ilyas (ur. 17 marca 1992 w Kuala Lumpur) – malezyjski kierowca wyścigowy.

## Kariera

### Formuła BMW
Ilyas rozpoczął karierę w wyścigach samochodowych w roku 2009, od startów w Pacyficznej oraz Europejskiej Formule BMW. Zajął w nich odpowiednio czwartą i dwudziestą trzecią pozycję w klasyfikacji generalnej, wygrywając jeden z wyścigów w serii pacyficznej. W 2010 roku w serii europejskiej stawał dwukrotnie na podium. Dorobek 88 punktów dał mu 13 pozycję w klasyfikacji generalnej.

### Formuła Renault 2.0
W 2011 roku Malezyjczyk wystartował gościnnie w Europejskim Pucharze Formuły Renault 2.0 z brytyjską ekipą Fortec Motorsport.

### Formuła 3
W 2011 roku Fahmi startował również w Brytyjskiej Formule 3 oraz European F3 Open. Podczas gdy w edycji brytyjskiej był 21, w Hiszpanii wygrał jeden wyścig oraz dwukrotnie stawał na podium. Uzbierane 30 punktów dało mu 12. miejsce w klasyfikacji generalnej.
Na sezon 2012 Australijczyk podpisał kontrakt z fińską ekipą Double R Racing na starty w Międzynarodowej Serii Brytyjskiej Formuły 3, Formule 3 Euro Series oraz Europejskiej Formule 3. Jedynie w edycji brytyjskiej był klasyfikowany - zajął tam 11. miejsce.

## Statystyki
| Sezon | Seria                                      | Zespół            | Wyścigi | Zwycięstwa | PP | NO | Podium | Punkty | Pozycja |
| ----- | ------------------------------------------ | ----------------- | ------- | ---------- | -- | -- | ------ | ------ | ------- |
| 2009  | Pacyficzna Formuła BMW                     | Team E-Rain       | 15      | 1          | 0  | 0  | 3      | 102    | 4       |
| 2009  | Europejska Formuła BMW                     | Motaworld Racing  | 4       | 0          | 0  | 0  | 0      | 8      | 23      |
| 2010  | Pacyficzna Formuła BMW                     | E-Rain Racing     | 2       | 0          | 0  | 0  | 1      | 0      | NS†     |
| 2010  | Europejska Formuła BMW                     | DAMS              | 12      | 0          | 0  | 0  | 2      | 88     | 13      |
| 2011  | Brytyjska Formuła 3 - Międzynarodowa Seria | Fortec Motorsport | 29      | 0          | 0  | 0  | 0      | 7      | 21      |
| 2011  | Europejski Puchar Formuły Renault 2.0      | Fortec Motorsport | 2       | 0          | 0  | 0  | 0      | 0      | NS†     |
| 2011  | European F3 Open                           | West-Tec          | 4       | 1          | 2  | 1  | 2      | 30     | 12      |
| 2012  | Brytyjska Formuła 3 - Międzynarodowa Seria | Double R Racing   | 22      | 0          | 0  | 0  | 0      | 48     | 11      |
| 2012  | Formuła 3 Euro Series                      | Double R Racing   | 3       | 0          | 0  | 0  | 0      | 0      | NS†     |
| 2012  | Europejska Formuła 3                       | Double R Racing   | 8       | 0          | 0  | 0  | 0      | 0      | NS†     |

† – Ilyas nie był zaliczany do klasyfikacji generalnej.